# Wunderbüttel
Wunderbüttel ist eine Ortschaft der Stadt Wittingen im niedersächsischen Landkreis Gifhorn.

## Geografie
Der Ort liegt südwestlich des Kernbereichs von Wittingen.
Durch den Ort fließt die 43,1 km lange Ise, die in Gifhorn in die Aller mündet. Südöstlich liegt das Naturschutzgebiet Bornbruchsmoor.
Nördlich vom Ort verläuft die B 244.

## Geschichte

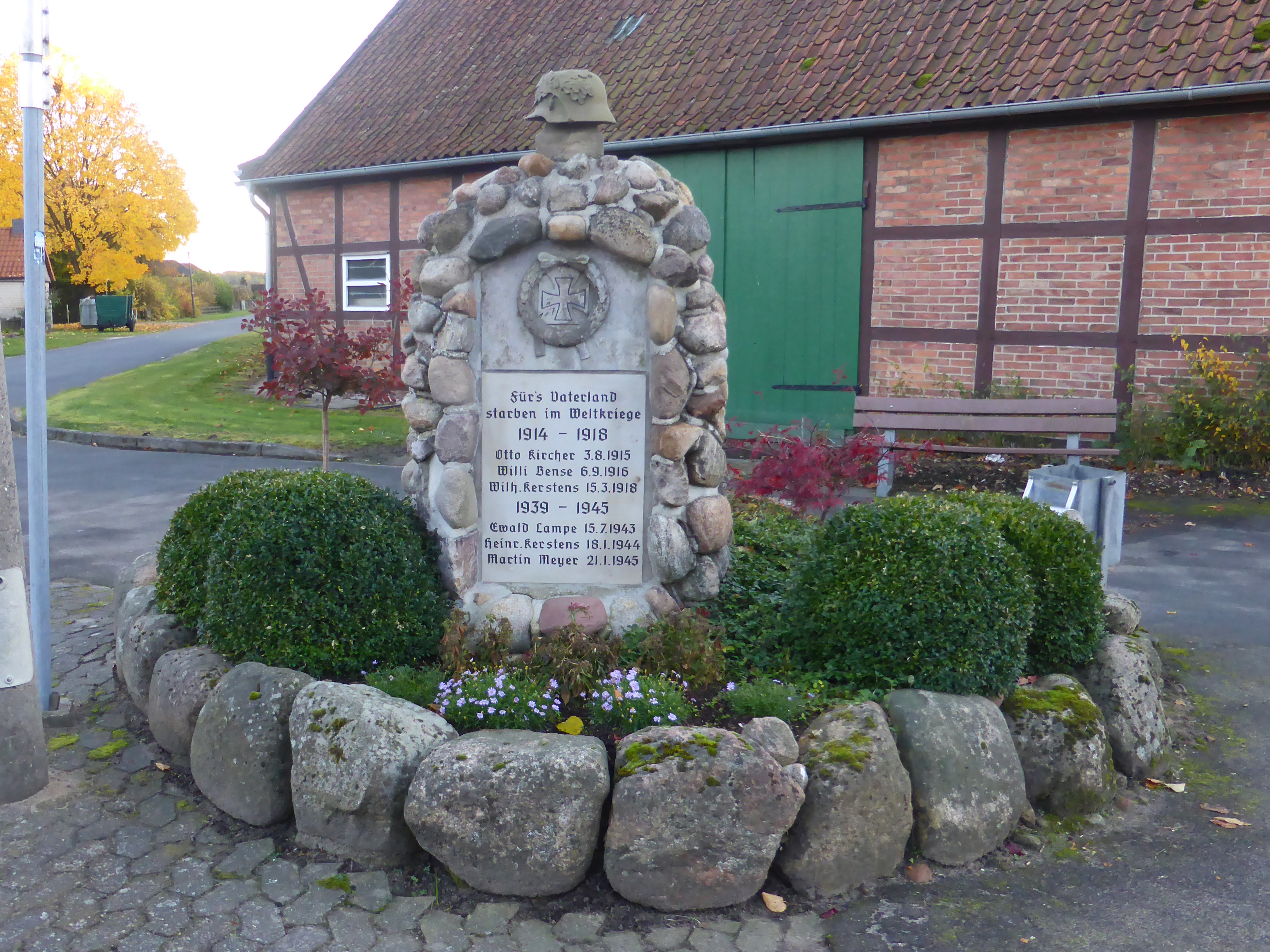
Kriegerdenkmal

Die Ortsnamenendung -büttel bedeutet „Haus und Hof“ oder „Siedlungsgebiet“ und kommt aus dem Niederdeutschen bzw. Nordgermanischen.
Auf Grundlage des preußischen Gesetzes über die Regelung verschiedener Punkte des Gemeindeverfassungsrechts vom 27. Dezember 1927 wurde die damals noch eigenständige Gemeinde Wunderbüttel in der Gebietsreform von 1928/1929 um den Wohnplatz Friedrichsmühle aus der aufgelösten Gemeinde Fünfmühlen erweitert.
Im März 1974 wurde Wunderbüttel zusammen mit den damaligen Gemeinden Eutzen, Hagen bei Knesebeck und Vorhop in die Gemeinde Knesebeck eingegliedert. Bereits am 1. April 1974 wurde diese vergrößerte Gemeinde aufgelöst und in die Stadt Wittingen eingemeindet.

## Politik
Ortsvorsteherin ist Irmtraud Werthmann.

## Persönlichkeiten
- Marion Lau, SPD, ehemalige Landrätin des Landkreises Gifhorn (2001–2014)